# Пенья, Вики
Вики Пенья (исп. Maria Victòria Peña Carulla; род. 11 января 1954, Барселона, Испания) — испанская актриса

 театра и кино.

## Биография
Родилась в Барселоне в семье актеров Фелипе Пенья и Монтсеррат Карулла, начала свою карьеру в 1974 году, а именно в театре.
Дебютировала в фильме «Смена пола», но популярность росла благодаря телевидению и сцене. В 1975 году она снялась в сериале с Адольфо Марсиллахом; год спустя она участвовала в пьесе Тиранте Бланко, а в 1986 году сыграла свою первую главную роль в пьесе Юджина о'Нил.
В 1997 году она участвовала в фильме «Секреты сердца», написанном и режиссером Мончо Армендарисом, кандидатом на голливудский «Оскар» и обладателем четырех премий Гойи, в том числе номинации на Пенья в качестве актрисы второго плана. Она снова была номинирована в той же категории с фильмом «Консул Содома» Сигфрида Монлеона, в котором она дала жизнь Донье Луизе, матери спорного автора Хайме Хиля де Бьедмы.